# HR 2949
HR 2949, auch als HD 61556 oder k2 Puppis bezeichnet, ist ein Stern der Spektralklasse B5 IV im Sternbild Puppis. HR 2949 liegt rund 9,9 Bogensekunden von HR 2948 entfernt bei einem Positionswinkel von 318°. Er bildet zusammen mit diesem einen optischen Doppelstern, der als k Puppis bekannt ist.